# Брагьери, Диего
Диего Луис Брагьери (исп. Diego Luis Braghieri; 23 февраля 1987 года, Лас-Парехас) — аргентинский футболист, играющий на позиции центрального защитник. Ныне выступает за «Ланус».

## Биография
Диего Брагьери начинал свою карьеру футболиста в аргентинском клубе «Росарио Сентраль» в 2007 году. 24 марта 2007 года он дебютировал в аргентинской Примере, выйдя на замену во втором тайме гостевого матча против «Эстудиантеса». 17 сентября 2008 года Брагьери забил свой первый гол в рамках Примеры, увеличив преимущество своей команды в домашнем поединке с «Арсеналом» из Саранди. Сезон 2011/12 Брагьери на правах аренды провёл за «Ланус», «Росарио Сентраль» к тому времени уже год играл в Примере B Насьональ.
Летом 2012 года Брагьери перешёл в «Арсенал» из Саранди, вместе с которым выигрывал Кубок и Суперкубок Аргентины. В июле 2014 он подписал соглашение с «Ланусом», в составе которого стал в сезоне 2016 чемпионом Аргентины, являясь игроком основного состава.

## Достижения
«Арсенал Саранди»
- Обладатель Кубка Аргентины (1): 2012/13
- Обладатель Суперкубка Аргентины (1): 2012

 «Ланус»
- Чемпион Аргентины (1): 2016